# Sollevamento pesi ai Giochi della XXIX Olimpiade - 75 kg femminile
La gara di sollevamento pesi della categoria fino ai 75 kg femminile dei Giochi della XXIX Olimpiade si è svolta il 15 agosto 2008 presso il Beihang University Gymnasium di Pechino.
Il verdetto della gara è stato ribaltato in seguito alle numerose squalifiche per doping comminate in seguito ai seguito ai ricontrolli sui campioni di sangue prelevati dopo la gara dei Giochi del 2008:
- Cao Lei, cinese e originariamente vincitrice della medaglia d'oro, è stata squalificata a casa della positività a GHRP-2 e GHRP-2 M2, peptidi stimolanti della somatotropina.[1]
- Nadezhda Evstyukhina, russa e originariamente vincitrice della medaglia di bronzo, è stata squalificata a causa della positività a turinabol ed eritropoietina.[2]
- Iryna Kulesha, bielorussa originariamente classificatasi quarta, è stata squalificata a causa della positività al turinabol.[3]
- Hripsime Khurshudyan, armena inizialmente giunta decima, è stata squalificata a causa della positivit allo stanozololo.[4]

## Risultati
| Pos. | Atleta               | Gruppo | Peso  | Strappo (kg) | Strappo (kg) | Strappo (kg) | Strappo (kg) | Slancio (kg) | Slancio (kg) | Slancio (kg) | Slancio (kg) | Totale |
| Pos. | Atleta               | Gruppo | Peso  | 1            | 2            | 3            | Risultato    | 1            | 2            | 3            | Risultato    | Totale |
| ---- | -------------------- | ------ | ----- | ------------ | ------------ | ------------ | ------------ | ------------ | ------------ | ------------ | ------------ | ------ |
|      | Alla Važenina        | A      | 73,88 | 115          | 115          | 119          | 119          | 141          | 145          | 147          | 147          | 266    |
|      | Lidia Valentín-Pérez | A      | 74,42 | 110          | 110          | 115          | 115          | 130          | 135          | 138          | 135          | 250    |
|      | Damaris Aguirre      | A      | 74,82 | 103          | 106          | 109          | 109          | 130          | 135          | 136          | 136          | 245    |
| 4    | Ubaldina Valoyes     | A      | 73,30 | 105          | 110          | 110          | 110          | 130          | 134          | 138          | 134          | 244    |
| 5    | Jeane Lassen         | A      | 74,42 | 105          | 105          | 110          | 105          | 130          | 135          | 140          | 135          | 240    |
| 6    | Nadiya Myronyuk      | A      | 74,11 | 102          | 105          | 105          | 105          | 125          | 127          | 132          | 132          | 237    |
| 7    | Yuliya Novakovich    | A      | 74,19 | 105          | 110          | 110          | 110          | 115          | 122          | 127          | 127          | 237    |
| 8    | Elizabeth Poblete    | A      | 74,43 | 86           | 91           | 93           | 91           | 106          | 111          | 111          | 106          | 197    |
| DSQ  | Cao Lei              | A      | 73,16 | 120          | 125          | 128          | 128          | 147          | 154          | 159          | 154          | 282    |
| DSQ  | Nadezhda Evstyukhina | A      | 73,33 | 112          | 117          | 117          | 117          | 138          | 143          | 147          | 147          | 264    |
| DSQ  | Iryna Kulesha        | A      | 74,78 | 112          | 116          | 118          | 118          | 128          | 133          | 137          | 137          | 255    |
| DSQ  | Hripsime Khurshudyan | A      | 74,74 | 100          | 105          | 110          | 105          | 125          | 130          | 130          | 130          | 235    |